# Большой бой Астерикса
«Большой бой Астерикса» (фр. Astérix et le Coup du Menhir) — полнометражный мультфильм, выпущенный 1989 году, по мотивам комиксов «Борьба вождей» и «Предсказатель» из серии «Астерикс».

## Сюжет
Римляне спланировали захватить Панорамиксa, чтобы держать его подальше от волшебного зелья. В попытке спасти его Обеликс случайно ставит Панорамикса под падающий менгир, и удар вызывает амнезию и делает того невменяемым, в результате чего он никого не узнаёт.
Хотя галлы борются с этим, сильный ураган пролетает над деревней и предсказатель по имени Проликс просит их о жилье. Он быстро обманывает легковерных сельчан насчёт собственных способностей и после прохождения бури остаётся неподалёку в лесу.
Астерикс и Вождь Авторитарикс отчаянно пытаются помочь приготовить зелье Панорамиксу, но в результате варево взрывается и котёл взлетает вверх — это воспринимается боевым охранением римлян как сигнал тревоги. Они отправляют замаскированного и весьма неохотно идущего разведчика. Он быстро захватывается и используется в качестве подопытного кролика при проверке менее взрывоопасного зелья для Панорамикса. Однако один из попробованных образцов делает шпиона лёгким, он уплывает по воздуху и докладывает о проблемах у галлов. В результате обо всём становится известно самому Юлию Цезарю, который только и думает, кого бы ещё завоевать. Предстоит большая битва.

## Роли озвучивали
- Роже Карель: Астерикс
- Пьер Торнад: Обеликс
- Идефикс
- Жюльен Гийомар: Проликс
- Мари-Анн Шазель: Бонминь
- Анри Лабюссьер: Панорамикс
- Роже Люмон: Центурион
- Эдгар Живри: Какофоникс
- Жан-Жак Крамье: Какофоникс (вокал)
- Анри Пуарье: Авторитарикс
- Жан-Клод Робб: Блокус
- Жерар Крос: Декурион
- Патрик Прежан: Опцион
- Поль Бисилья: Ветераникс
- Брюно Шоэль: дополнительные голоса
- Ив Барсак: Антисанитарикс

## Выпуск фильма
На выпущенном англоязычном DVD, ранее содержащим британский дубляж, был включен американский дубляж. Этот дубляж выполнен не так мастерски и не так нравится фанатам оригинального произведения из-за изменения имён персонажей в некоторых частях («Гетафикс» изменяется на «Витамикс», «Жизнестатистикс» на «Бомбастикс», «Какофоникс» на «Френксинатрикс» и «Анхигиеникс» на «Фишстикс») и вызывает общее негативное впечатление у зрителей, знакомых с персонажами.
Первый английский дубляж среди прочих был сделан голосами Bill Oddie, Bernard Bresslaw, Peter Hawkins, Брайан Блессид, Tim Brooke-Taylor и Ron Moody.